# William Wentworth-Fitzwilliam (7e comte Fitzwilliam)
Pour les articles homonymes, voir William FitzWilliam.
William "Billy" Charles de Meuron Wentworth-Fitzwilliam (25 juillet 1872-15 février 1943) est un officier, noble, homme politique et aristocrate britannique .

## Jeunesse et controverse
Il est né à Pointe de Meuron, Ontario, Canada, de William Wentworth-Fitzwilliam (vicomte Milton) et Laura Beauclerk, petite-fille de William Beauclerk (8e duc de Saint-Albans). Les circonstances inhabituelles de sa naissance dans une région éloignée des terres frontalières du Canada ont ensuite suscité une controverse majeure au sein de la famille. L'accusation est qu'il est un changeling : un bébé sans parenté inséré dans la lignée familiale, pour purger la lignée de l'épilepsie dont ses ancêtres avaient souffert, et pour fournir à la famille un héritier masculin pour hériter du comté .
Sa naissance est enregistrée à Thunder Bay, en Ontario, le 20 août 1872. Il est noté dans les remarques que ses parents visitaient le district «pour le bien de la santé du père, Lord Milton».

## Biographie et carrière
Il siège à la Chambre des communes pour Wakefield de 1895 à 1902, quand il hérite du titre comte Fitzwilliam à la mort de son grand-père William Wentworth-Fitzwilliam (6e comte Fitzwilliam). Son père William Wentworth-Fitzwilliam, vicomte Milton, est mort avant son père.
Lors de son accession au comté, il devient l'un des hommes les plus riches de Grande-Bretagne, héritant d'un domaine de propriétés foncières, industrielles et minières d'une valeur de 3,3 milliards de livres sterling en 2007 . Sa sœur Lady Mabel Fitzwilliam critique son style de vie: "il en avait tellement et tout le monde en avait si peu" .
Il sert de 1893 à 1894 comme aide de camp de Lord Lansdowne, vice-roi de l'Inde. Il est promu capitaine du 4e bataillon (de milice) de l'Oxfordshire Light Infantry le 11 avril 1896. Après le déclenchement de la seconde guerre des Boers à la fin de 1899, il se porte volontaire pour le service avec la Yeomanry Impériale où il est nommé lieutenant le 3 février 1900, servant avec la 40th (Oxfordshire) Company dans le 10e bataillon. Il quitte Londres le même jour dans la SS Montfort, et arrive en Afrique du Sud le mois suivant. Plus tard cette année-là, il est nommé capitaine de l'état-major du quartier général en Afrique du Sud.
En mai 1902, Lord Fitzwilliam est employé dans l'état-major du duc de Connaught, qui est responsable des événements militaires pendant le Couronnement d'Edouard VII et d'Alexandra de Danemark. Ses principales tâches consistent à organiser les forces auxiliaires pendant les célébrations .
Il est haut shérif de Rutland de 1898 à 1899 et Lord Mayor de Sheffield pour 1909-1910.

## Famille
Le 24 juin 1896, à la cathédrale Saint-Paul, il épouse Lady Maud Frederica Elizabeth Dundas (9 juillet 1877 - 15 mars 1967), fille de Lawrence Dundas (1er marquis de Zetland) et de Lady Lillian Selina Elizabeth Lumley. Ils ont cinq enfants;
- Lady Maud Lillian Elfreda Mary Wentworth-Fitzwilliam (19 août 1898-1979), épouse Archibald Ralph Montagu-Stuart-Wortley-Mackenzie, 3e comte de Wharncliffe, le 24 mars 1918, et ont cinq enfants:
  - Lady Ann Lavinia Maud Montagu-Stuart-Wortley-Mackenzie (née le 25 janvier 1919)
  - Lady Mary Diana Montagu-Stuart-Wortley (2 juin 1920-19 septembre 1997), épouse Henry Pelham-Clinton-Hope (9e duc de Newcastle),
  - Lady Barbara Maureen Montagu-Stuart-Wortley-Mackenzie (26 août 1921-13 décembre 2014)
  - Lady Mary Rosemary Marie-Gabrielle Montagu-Stuart-Wortley-Mackenzie (née le 11 juin 1930)
  - Alan James Montagu-Stuart-Wortley-Mackenzie, 4e comte de Wharncliffe (23 mars 1935 - 1987)
- Lady Marjorie Joan Mary Wentworth-Fitzwilliam (19 octobre 1900 - 11 septembre 2001)[7], s'est mariée deux fois: le 4 octobre 1925, au lieutenant-colonel Sir Grimond Picton Phillips (mariage dissous en 1949); le 6 octobre 1949, au lieutenant-colonel William Wallace Smith Smith-Cuninghame. Lady Joan a un fils:
  - Griffith William Grismond Phillips (né le 19 mai 1935)
- Lady Donatia Faith Mary Wentworth-Fitzwilliam (14 mars 1904 - 20 octobre 1943), mariée, le 3 juin 1925, au lieutenant-colonel Burton William Ellis Gething
- Lady Helena Albreda Marie Gabrielle Wentworth-Fitzwilliam (25 mai 1907 - 14 septembre 1970), mariée deux fois: le 9 avril 1938, à Chetwode Charles Hamilton Hilton-Green; le 16 juin 1966, à Edward Greenall, 2e baron Daresbury [8]. Lady Helena a une fille:
  - Julia Mary Hamilton Hilton-Green (née le 22 septembre 1938)
- Peter Wentworth-Fitzwilliam (8e comte Fitzwilliam) (en) (31 décembre 1910-13 mai 1948)

## Intérêts miniers et commerciaux
La famille exploite des mines de charbon, employant à son apogée plus de 2 000 hommes, ainsi que des intérêts dans le verre, la poterie, le goudron, les produits chimiques et les voitures. Il possède l'une des plus importantes propriétés foncières de l'Angleterre. La nationalisation du charbon en 1947, couplée à des impôts de succession «a réduit les domaines au cours de la seconde moitié du XXe siècle de plus de 20 000 à 15 000 acres aujourd'hui» .
La comtesse Maud Fitzwilliam est une cavalière passionnée qui est également une championne des droits des poneys de fosse, en tant que présidente de l'Association pour la prévention de la cruauté envers les poneys. Elle est également une bienfaitrice de familles minières travaillant dans les houillères de son mari ,.